# Bácsalmás
Bácsalmás (Duits: Almasch of Batschalmasch) is een plaats (város) en gemeente in het Hongaarse comitaat Bács-Kiskun. Bácsalmás telt 7248 inwoners (2007).

## Voetnoten
1. 1 2  2007-es KSH-adatok